# Hakan Balta
Hakan Balta, né le 23 mars 1983 à Berlin en Allemagne, est un ancien footballeur international turc. Évoluant au poste d'arrière gauche ou de défenseur central, il fait une bonne partie de sa carrière à Galatasaray.

## Biographie

### Carrière nationale
Hakan Balta est formé en Allemagne au Hertha Berlin.
Le 15 juin 2003, à l'âge de 20 ans, il signe en Turquie avec un club de province, le Manisaspor alors équipe de Deuxième Division turque. Le 24 août 2003, il joue son premier match avec Vestel Manisaspor contre Yimpaş Yozgatspor en rentrant à la 69e minute du match, pour une victoire 4-0 à domicile à Manisa. Le 5 octobre 2003, il marque son premier but sous le maillot de Vestel Manisaspor contre Göztepe, victoire 3-0 à l'extérieur à Izmir. À la fin de la saison 2003-2004, son club termine à la 4e place mais n'est pas promu en Süper Lig. La saison suivante, Vestel Manisaspor va réussir cette fois terminer à la 2e place, synonyme de montée en Süper Lig. 
Le 13 août 2005, à l'âge de 22 ans, il joue son premier match en Première Division contre Malatyaspor en remplaçant Sinan Kaloğlu à la 70e minute du match, pour une victoire 5-0 à l'extérieur à Malatya. Le 6 novembre 2005, il marque son premier but en championnat contre Çaykur Rizespor, pour un match nul 1-1 à domicile à Manisa. À la fin de la saison 2005-2006, l'équipe de Vestel Manisaspor termine à la 12e place. La saison suivante, son équipe termine de nouveau à la 12e place mais aura réalisé une bonne prestation surtout en début de championnat en se plaçant en haut du tableau sous la houlette de l'ancien sélectionneur turc, Ersun Yanal De plus, cette saison son équipe atteint les quarts de finale de la Coupe de Turquie, en se faisant éliminer par le Beşiktaş JK (au match aller défaite 4-0, mais au retour victoire insuffisante 2-0).
Le 3 septembre 2007, à l'âge de 24 ans, il signe pour le grand club d'Istanbul, le Galatasaray SK. Le 16 septembre 2007, il porte pour la première fois le maillot mythique de Galatasaray SK contre Konyaspor en remplaçant Marcelo Carrusca à la 78e minute, lors d'une écrasante victoire 6-0 à domicile. Le 29 septembre 2007, il marque son premier but avec Galatasaray SK contre Beşiktaş JK, pour victoire 2-1. À la fin de la saison 2007-2008, il est sacré champion de Turquie avec Galatasaray, et réalise pour sa part une excellente saison.
Il devient le capitaine du club lors de la saison 2011-2012, saison où Galatasaray sera sacré champion. Lors de la saison 2012-2013, il perd sa place de titulaire au profit d'Albert Riera.

### Carrière internationale
Le 12 avril 2006, à l'âge de 23 ans, il est sélectionné pour la première fois en équipe nationale de Turquie par Fatih Terim lors d'un match amical contre l'Azerbaïdjan. Il rentre à la 46e minute pour remplacer Ibrahim Akın, pour un match nul 1-1 à l'extérieur. Le 20 mai 2008, à l'âge 25 ans, il marque son premier but sous le maillot de Turquie en amical contre la Slovaquie, pour une victoire 1-0 sur terrain neutre.
Il est ensuite sélectionné pour jouer la phase finale de l'Euro 2008. Il réalise une superbe prestation lors de cette compétition en jouant la totalité des matchs de la Turquie jusqu'en demi-finale contre l'Allemagne.

## Palmarès
- Champion de Turquie en 2008, 2012, 2013 et 2015 avec Galatasaray
- Demi-finaliste de l'Euro 2008 avec la Turquie
- Vainqueur de la Supercoupe de Turquie en 2008, 2012 et 2013
- Vainqueur de la Coupe de Turquie en 2014, 2015 et 2016